# 420PEOPLE

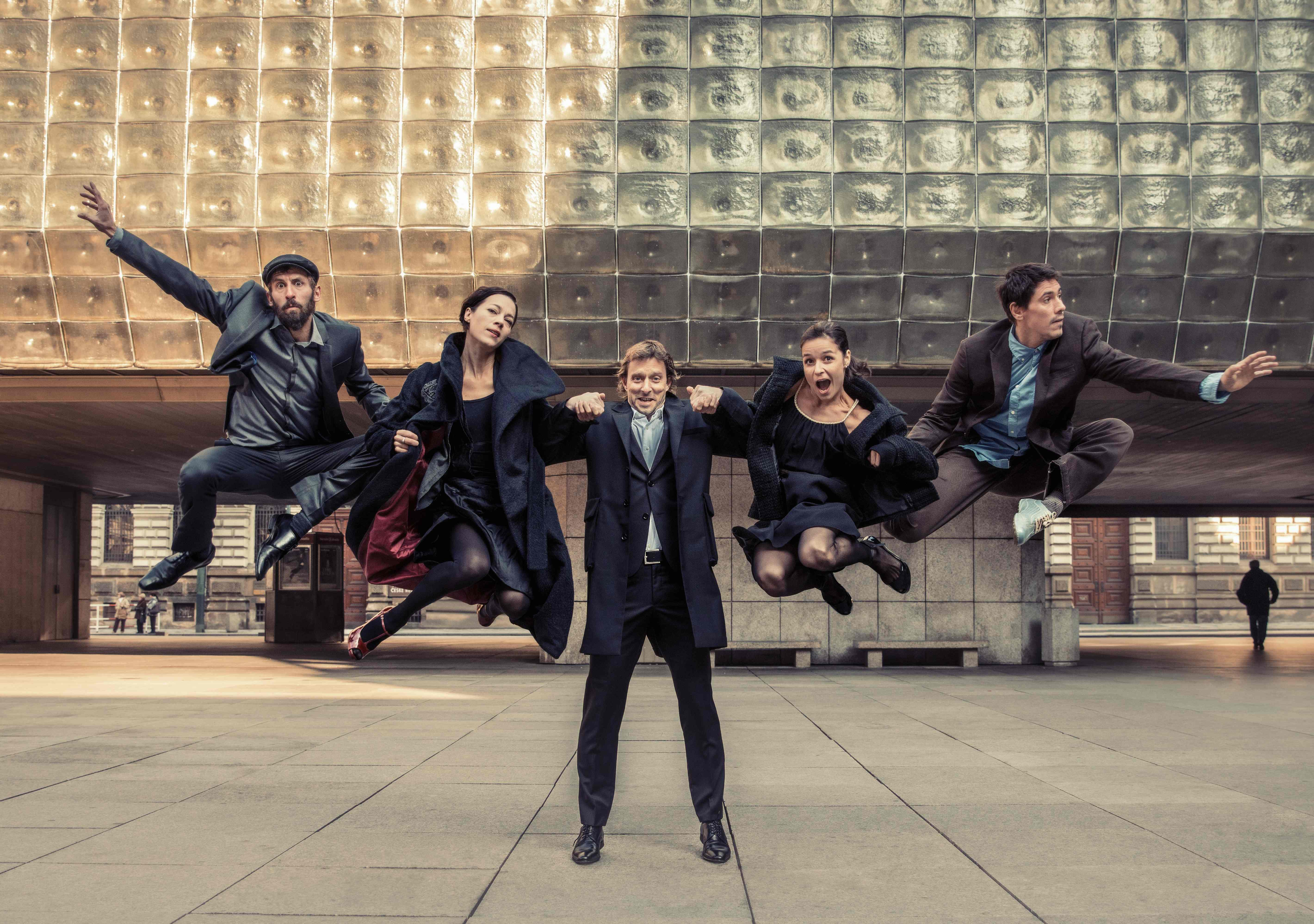
420PEOPLE v roce 2016 (Nataša Novotná, Václav Kuneš, Zuzana Herényiová, Alexandr Volný, Milan Odstrčil)

420PEOPLE je soubor současného tance, založený v roce 2007 v Praze.

## Vznik souboru
Taneční soubor 420PEOPLE byl založen na přelomu let 2006/2007 Václavem Kunešem a Natašou Novotnou, kteří spolu začali spolupracovat již v angažmá v nizozemském tanečním souboru Nederlands Dans Theater (NDT) Jiřího Kyliána. Název souboru evokuje český původ – 420 je telefonní předčíslí pro Českou republiku.

## Zakladatelé

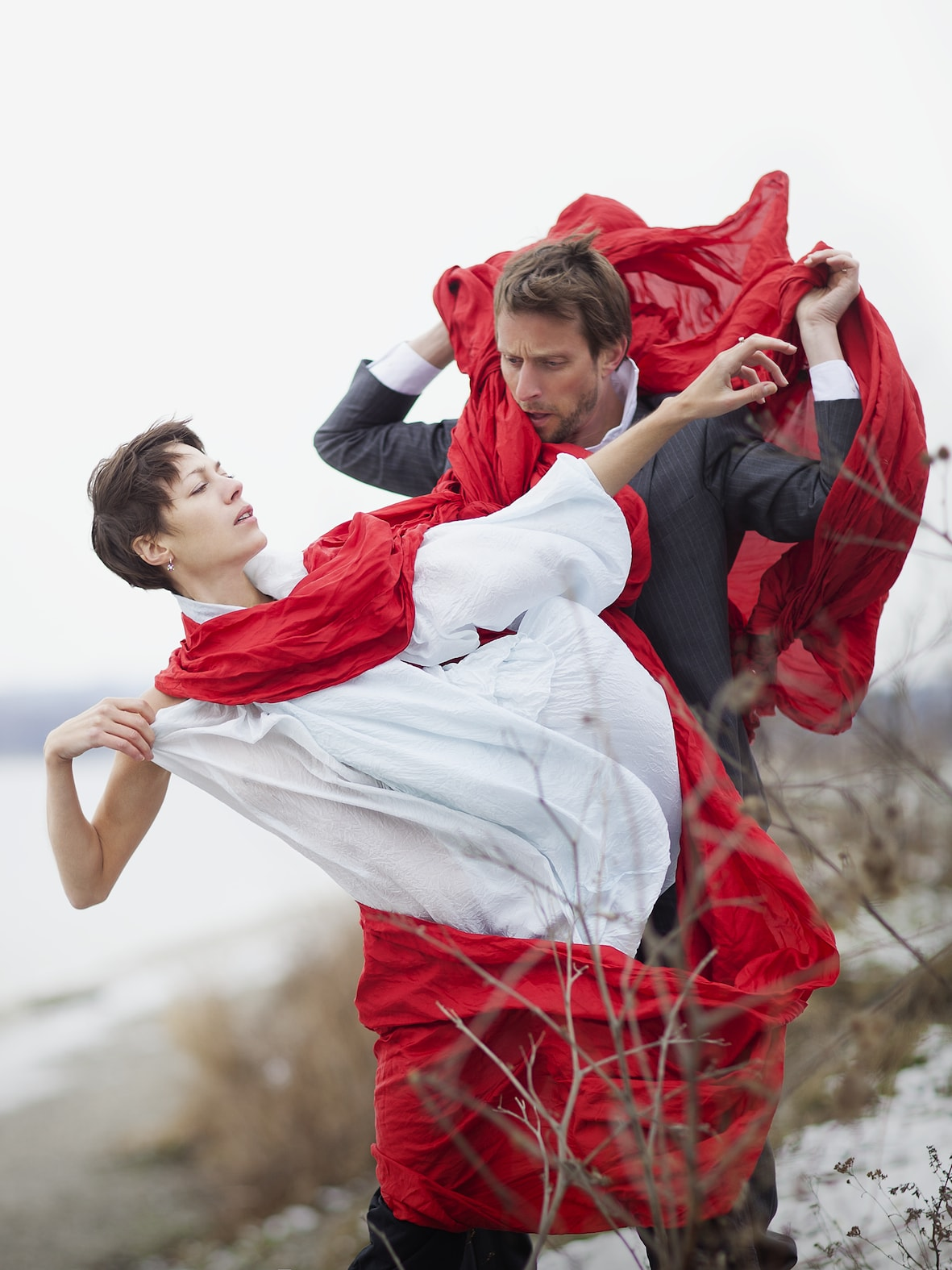
420PEOPLE (Nataša Novotná a Václav Kuneš) v roce 2013 (foto Tamara Černá SofiG)

Václav Kuneš (* 1975), umělecký ředitel souboru, choreograf a tanečník
Po absolutoriu pražské Taneční konzervatoře v roce 1993 byl angažován v nizozemském Nederlands Dans Theater 2 (NDT2), v letech 1998–2004 v hlavním souboru NDT1. Zde měl možnost spolupracovat s řadou světových choreografů – především s Jiřím Kyliánem a dalšími umělci, např. s Ohadem Naharinem, Matsem Ekem, Nacho Duatem a dalšími. Od roku 2004 spolupracoval s Jiřím Kyliánem jako asistent choreografa. Vystupoval na scénách v mnoha státech Evropy, v Jižní Americe, Asii a Austrálii.
Nastudoval řadu děl Jiřího Kyliána, např. ve Finském národním baletu, Basel Ballet, baletu milánské La Scaly, Oper am Rhein v Düsseldorfu, aj. Jeho vlastní choreografie jsou také na repertoáru řady světových tanečních souborů (např. Skå nes Dansteater, Divadlo Korzo, aj.)
Je autorem řady choreografií pro NDT2, Státní operu Bordeaux, New National Theatre Tokio a další, např.:
- 2009 Ghost Note
- 2010 Temporary condition

Za dobu své profesní kariéry získal řadu nominací a ocenění doma i v zahraničí, např.:
- 2005 nominace na cenu Tanečník roku (v Cannes)

Nataša Novotná, zakladatelka souboru, tanečnice, choreografka, lektorka

Absolvovala Janáčkovu konzervatoř v Ostravě a v roce 1997 byla angažována do nizozemského Nederlands Dans Theater 2 (NDT2), vedeného Jiřím Kyliánem. V roce 2000 odešla do Švédska, aby se po dvouletém působení v Göteborgs Operan Ballet vrátila do angažmá v hlavním souboru Nederlands Dans Theater 1. Po dekádě působení za soubor 420PEOPLE, založila v roce 2017 Kyliánův nadační fond v Praze. Je členkou správní rady profesní organizace Vize tance.
Je autorkou choreografií, např.:
- 2007 Znaky o Znacích
- 2010 Sacrebleu
- 2012 Pták Ohnivák
- 2012 Rezonance na pěší vzdálenost
- 2013 Škrti
- 2017 Portrait Parlé

Za dobu své profesní kariéry získala nominace a ocenění doma i v zahraničí, např.:
- 2003 nominace za interpretaci choreografie Pneuma od J. Ingera (Dance Europe)
- 2004 nominace za interpretaci choreografie Duo od W. Forsytha (Dance Europe)
- 2008 Cena Thálie (za taneční výkon v choreografii Small Hour)
- 2009 titul Tanečník roku (na FESTIVALU TANEC PRAHA)

Nataša Novotná je lektorkou tanečního Studia Nové scény, které nabízí lekce současného i klasického tance, od roku 2017 vyučuje pohybový jazyk Gaga.

## Činnost souboru, spolupráce s dalšími umělci a divadly
Soubor spolupracuje s řadou zahraničních choreografů a umělců (např. Ann Van den Broek, Ohad Naharin, Crystal Pite, Sidi Larbi Cherkaoui a další) a se světovými tanečnímii soubory, např. Copenhagen International Ballet, Tero Saarinen Company ve Finsku, Korzo Theater Nizozemí, Eastman v Belgii a další.
Soubor také vystupuje na zahraničních scénách např. ve Francii, Německu, Španělsku, Švédsku, Jižní Koreji, Mexiku a dalších
a na českých i zahraničních festivalech, např. Tanec Praha, TANECVALMEZ ve Valašském Meziříčí, Kulturfestival Stockholm, Festival Dancing Poznaň nebo v roce 2017 na skotském festivalu Edinburgh Festival Fringe.

## Repertoár, výběr
(uveden rok první premiéry)
- 2007 Václav Kuneš: Small Hour (premiéra: Divadlo Korzo, Den Haag, Nizozemí)
- 2008 Ohad Naharin: B/olero
- 2010 Václav Kuneš: REEN
- 2010 Nataša Novotná: Sacrebleu
- 2012 David Prachař a Václav Kuneš: MÁJ
- 2012 Václav Kuneš: Wind-up
- 2013 Václav Kuneš a tanečníci: MIRAGE (inspirováno stand-up comedy)[9]
- 2014: 420PEOPLE & Please the Trees (kombinované tanečně-hudební vystoupení): Best of
- 2014 Jan Nebeský a Václav Kuneš: Peklo – Dantovské variace
- 2014 Ann Van den Broek: Phrasing the Pain
- 2016 Václav Kuneš a tanečníci: Paradiso
- 2016 Nataša Novotná: Portrait Parlé
- 2017 Václav Kuneš a tanečníci: Královna víl
- 2018 Václav Kuneš: The Watcher / Pozorovatel[10]

## Význačná provedení, výběr
- 2009 Václav Kuneš: A Small Hour Ago, Holland Dance Haag
- 2011 Václav Kuneš: Golden Crock, Affordance, REEN, Centre National de la Danse Paris
- 2016 Václav Kuneš a tanečníci: MIRAGE se Chantal Poulain, Nová scéna ND
- 2017 420PEOPLE: Gala 420PEOPLE – slavíme 10 let, Nová scéna ND (večer k 10. výročí založení souboru[11]
- 2017 Sidi Larbi Cherkaoui: Nomad, Jatka78 (tančí 420PEOPLE & Eastman; uvedeno v rámci FESTIVALU TANEC PRAHA)
- 2017 Daniel Špinar, 420PEOPLE: Křehkosti, tvé jméno je žena, Nová scéna ND
- 2017 Václav Kuneš: Wind Up, The Edinburgh Festival Fringe

## Filmografie
- 2013 HAMLETOPHELIA (Dance fashion film), režie Jakub Jahn
- 2017 Closed (Dance film), režie Stein-Roger Bull, Jo Stromgren